# Église Saint-Jean-Baptiste de Dammartin-en-Goële
L'église Saint-Jean-Baptiste est située à Dammartin-en-Goële, en Seine-et-Marne.

## Description
L'édifice est inscrit aux monuments historiques depuis 1926, pour son portail.

## Galerie d'images

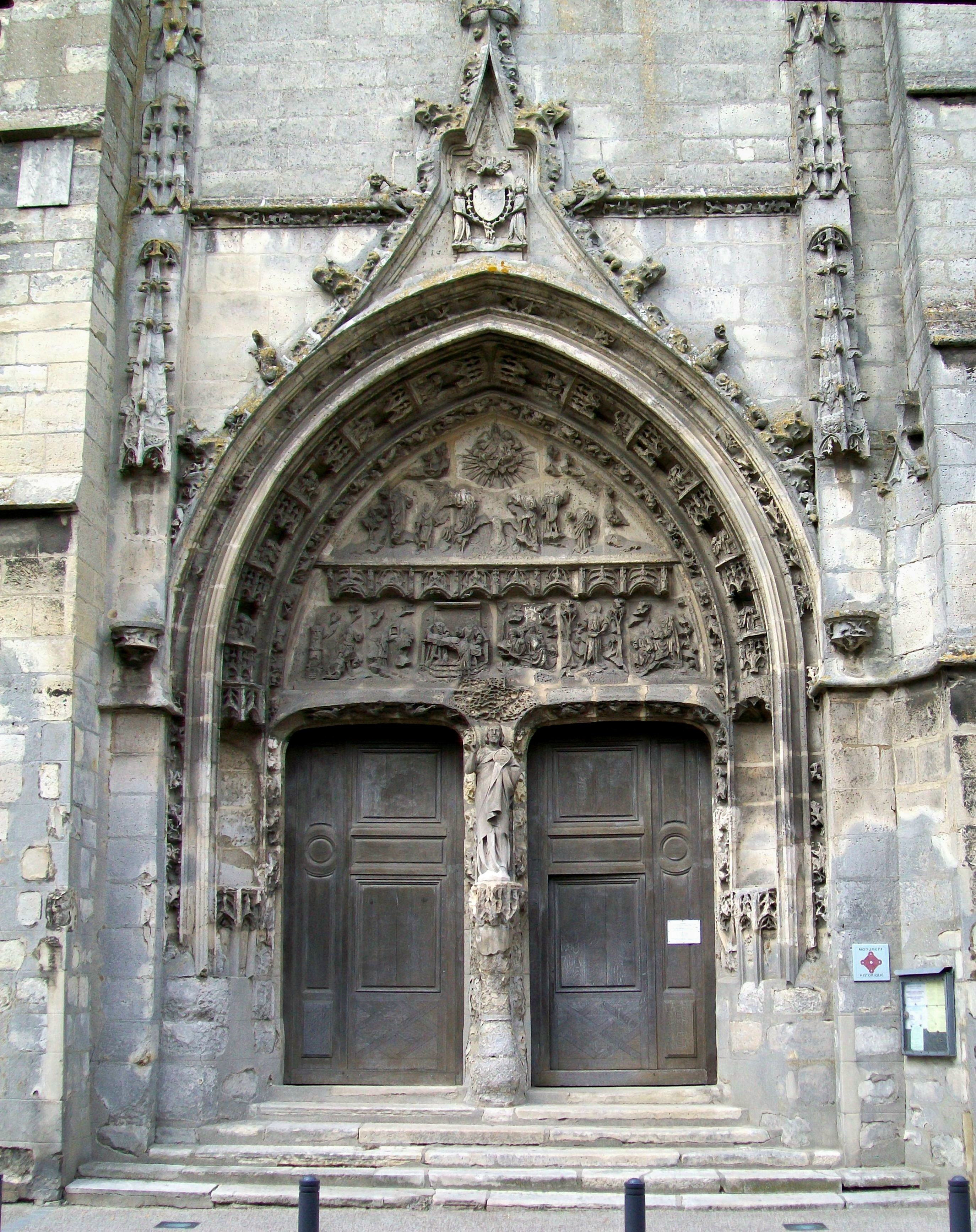
Le portail, monument historique.
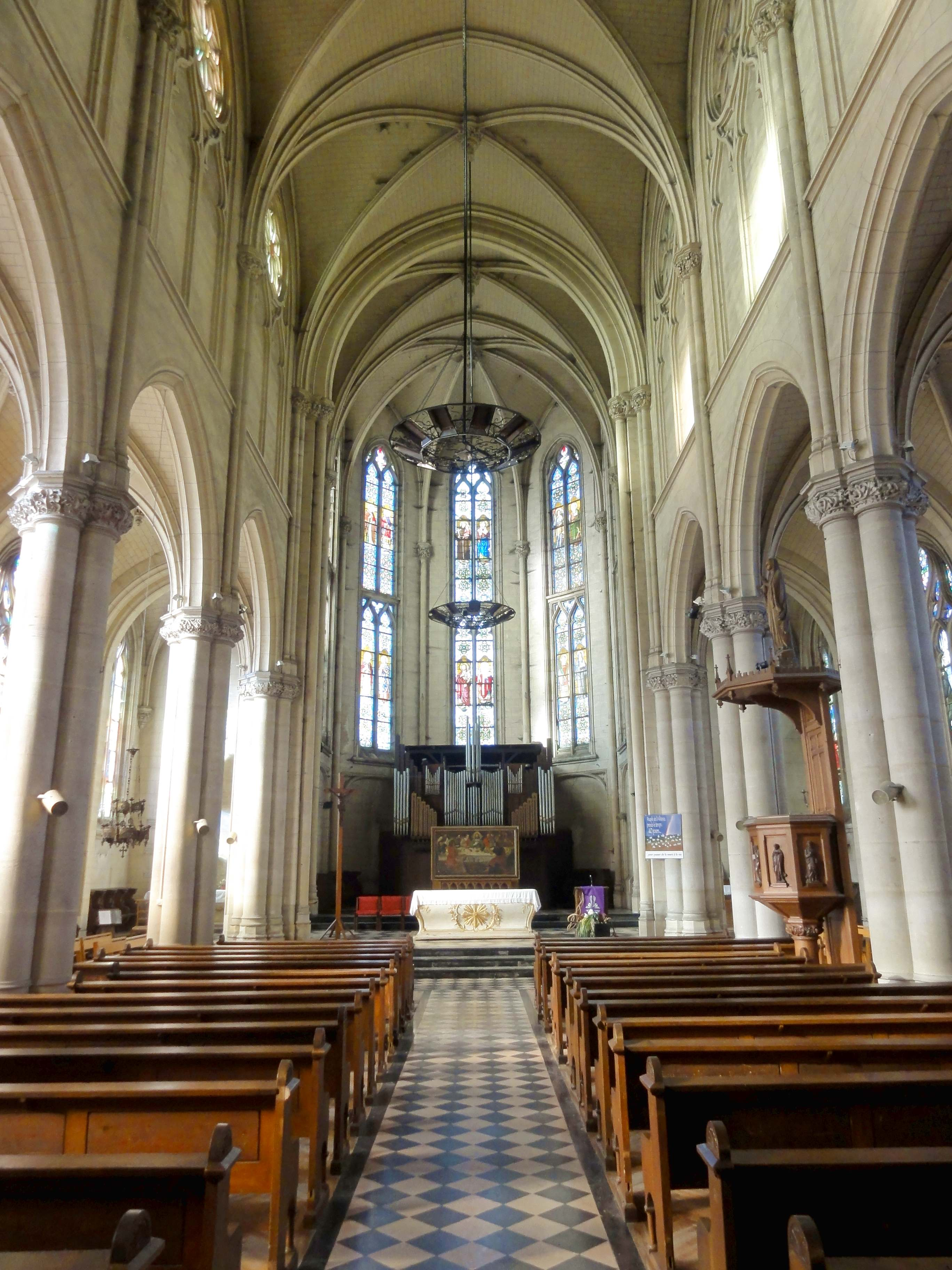
La nef et le chœur.
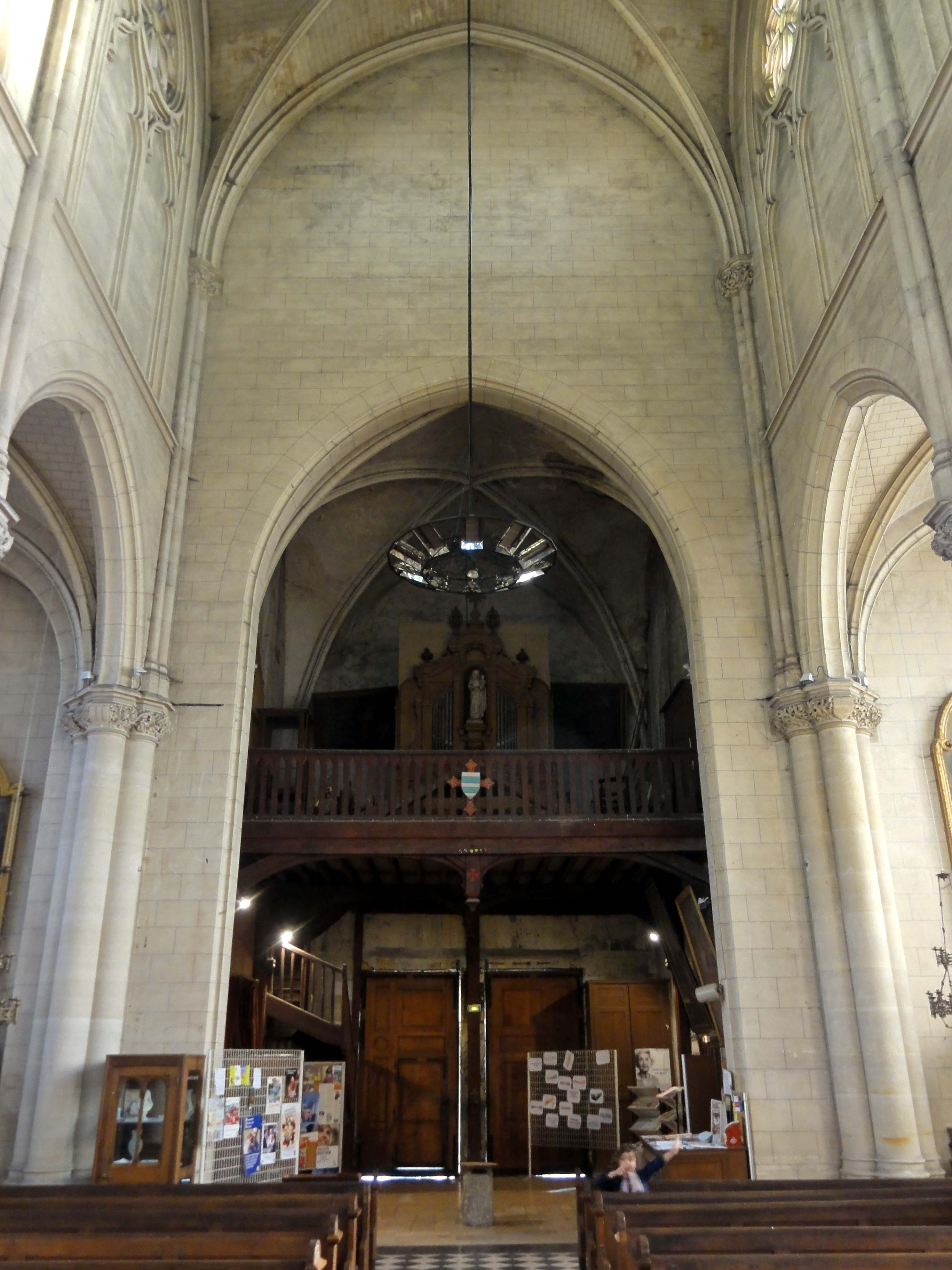
L'entrée et l'orgue.
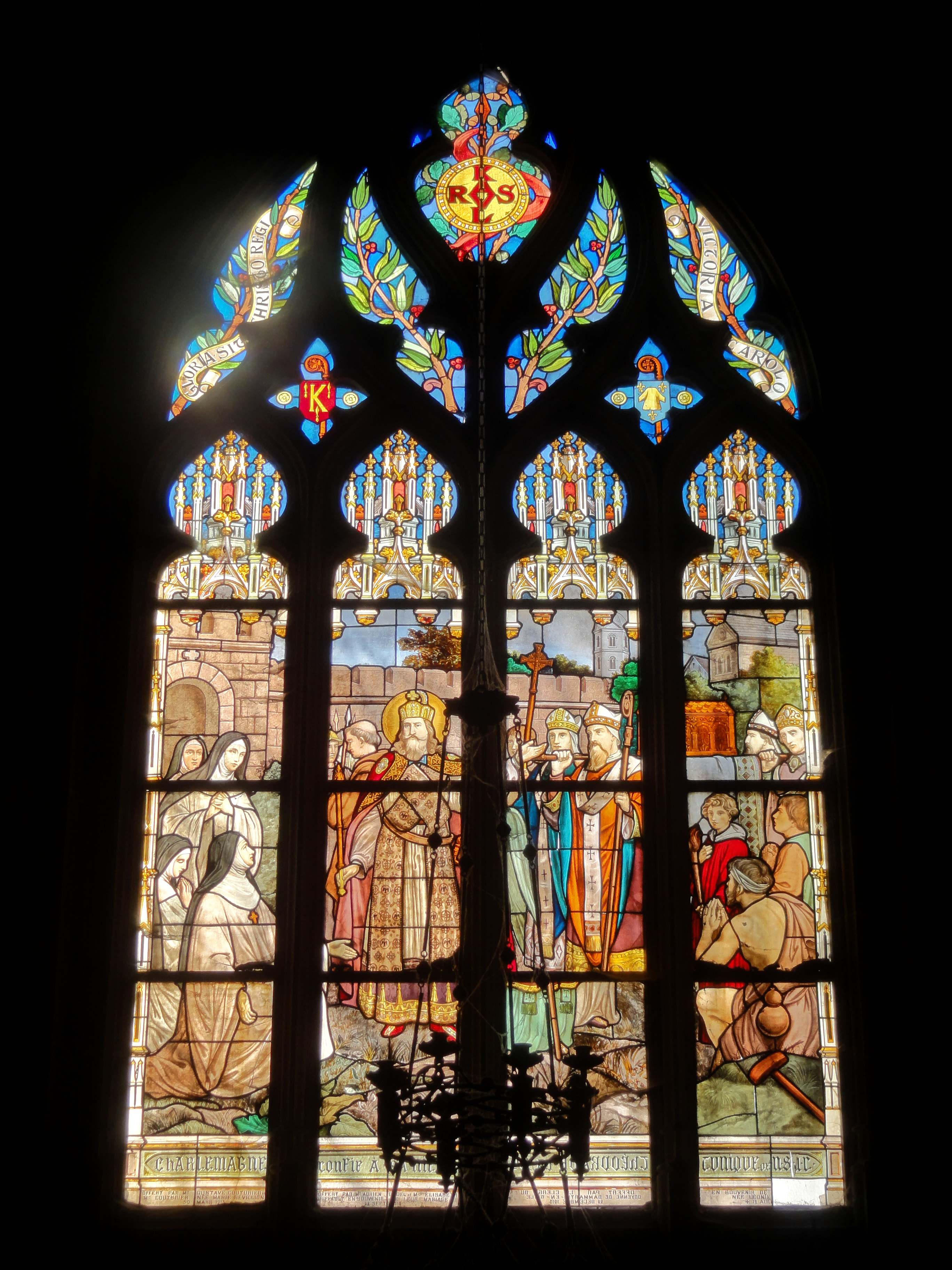
Vitrail représentant Charlemagne.
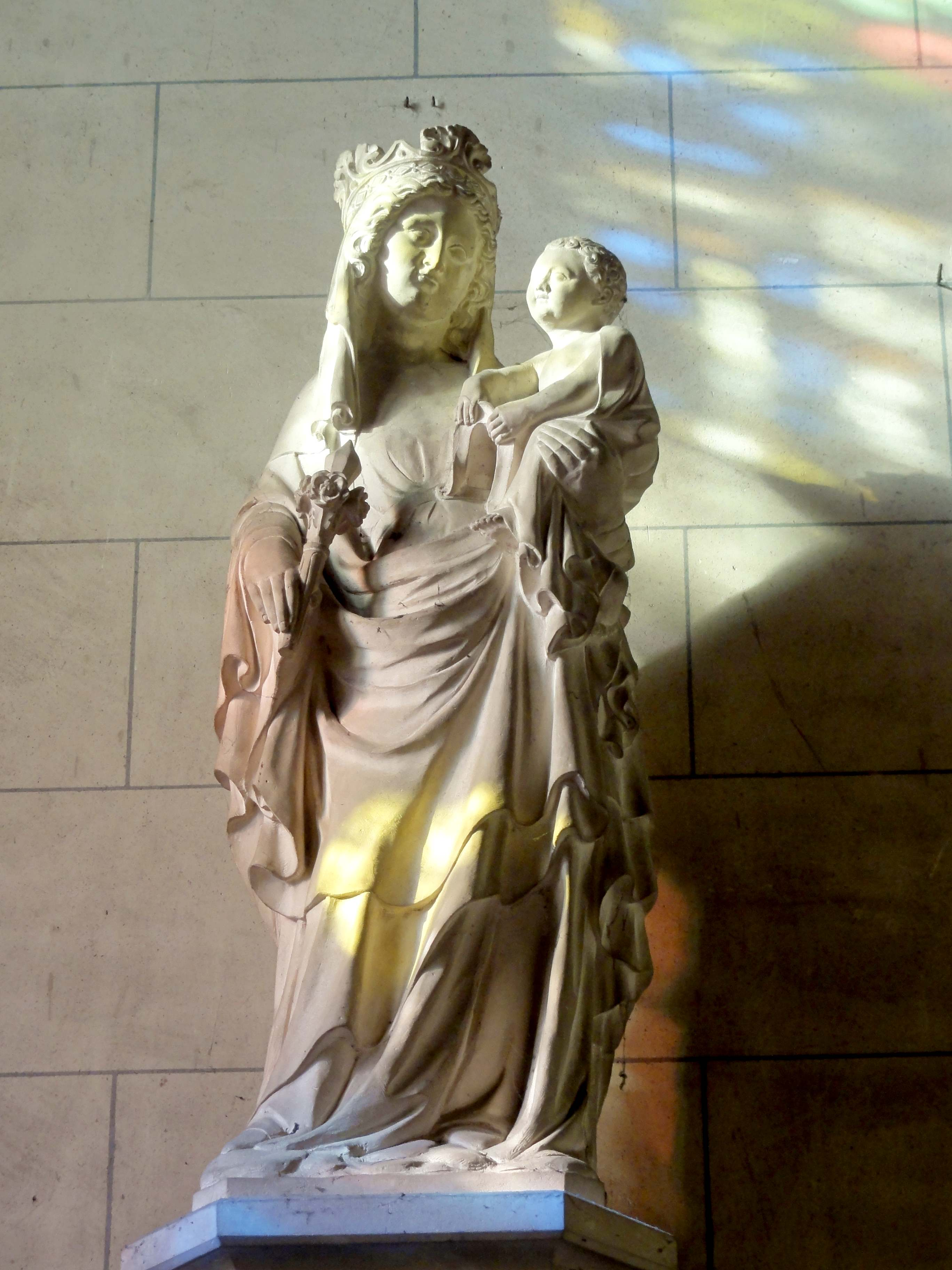
Vierge à l'Enfant.
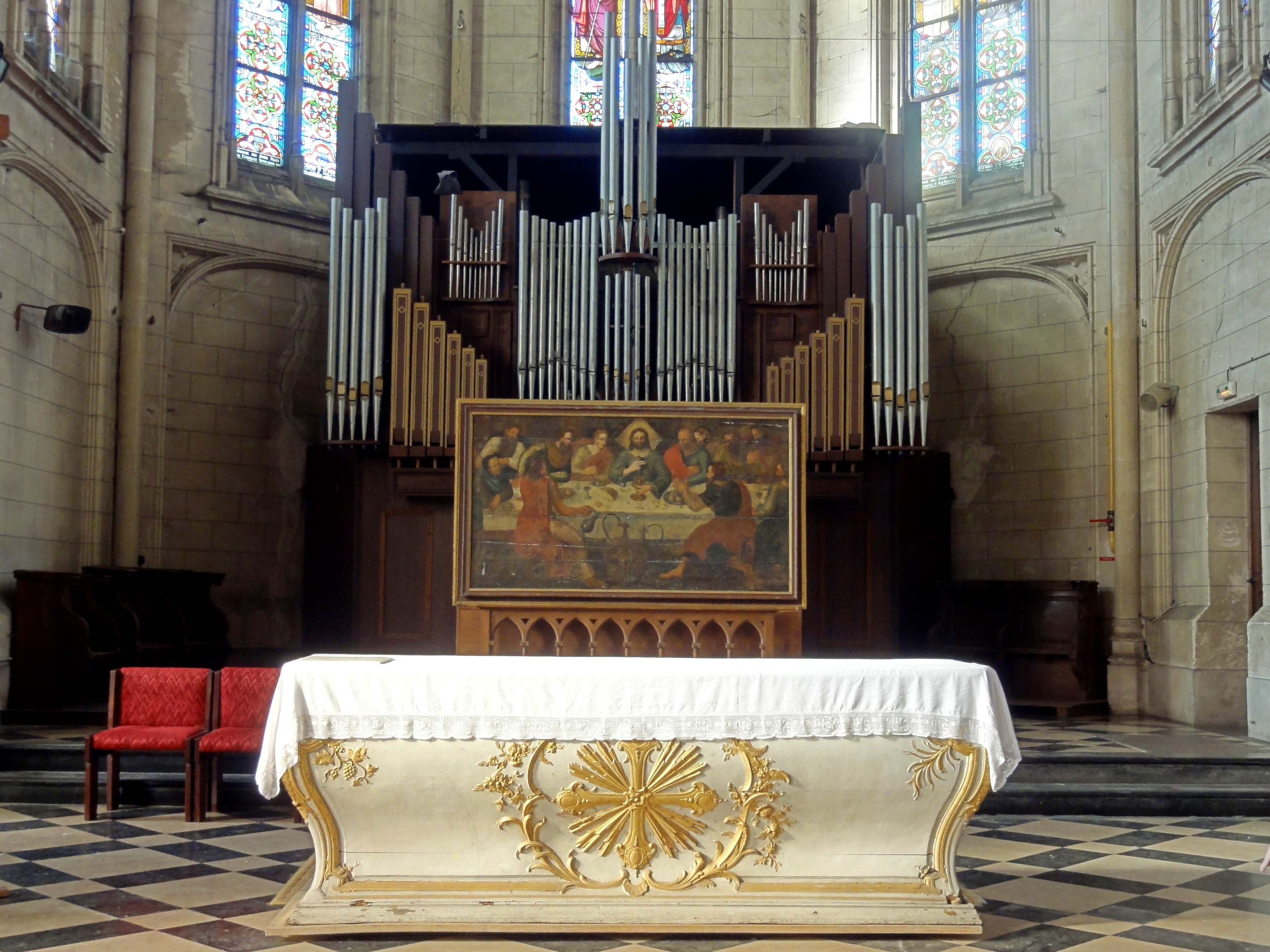
L'autel et l'orgue de chœur.